# Willie Mays
Willie Mays   (Westfield, 6 de maig de 1931 - Palo Alto, 18 de juny de 2024), sobreanomenat Say Hey Kid, va se un jugador de beisbol estatunidenc, que era excepcional tant en bateig com en llançament. Va jugar al beisbol de lliga molt poc després que acabés la segregació racial, i probablement per això mai no va rebre el respecte que mereixia per les seves habilitats. És considerat sovint el millor jugador de la història del beisbol.

## Primers anys de vida
Willie Howard Mays Jr. va néixer el 6 de maig de 1931 a Westfield, Alabama, una Colònia industrial majoritàriament negra a prop de Fairfield. El seu pare, Cat Mays, era un talentós jugador de beisbol de l'equip negre de la fàbrica de ferro local. Annie Satterwhite, la seva mare, era una estrella talentosa del bàsquet i l'atletisme a l'institut. La seva família i amics íntims, i més tard els seus companys d'equip, anomenaven afectuosament Mays Buck.
Els seus pares no es van casar mai i es van separar quan Mays tenia tres anys. El seu pare i dues ties, Sarah i Ernestine, el van criar. Barra especula que era més probable que Sarah i Ernestine estiguessin relacionades amb Willie, i assenyala que no ha aparegut cap relat per explicar com Cat va tenir l'autoritat per traslladar dues noies menors d'edat a casa seva. La Sarah portava el jove Willie a una església episcopal metodista africana cada diumenge. Cat Mays va treballar com a mosso de ferrocarril i més tard a les fàbriques d'acer de Westfield.
Cat va introduir en Willie al beisbol des de ben petit, jugant a la pilota amb ell als cinc anys i permetent-li seure a la banqueta amb el seu equip de la Birmingham Industrial League als deu anys. El seu jugador de beisbol preferit de petit era Joe DiMaggio; altres favorits eren Ted Williams i Stan Musial. Mays va practicar uns quants esports a la Fairfield Industrial High School. A l'equip de bàsquet, va liderar en puntuació els jugadors dels instituts negres del comtat de Jefferson. Mays va jugar de quarterback, fullback i xutador d'allunyament per a l'equip de futbol americà. Tot i que va complir 18 anys el 1949, Mays no es va graduar a Fairfield fins al 1950, cosa que el periodista Allen Barra qualifica de un petit misteri a la vida de Willie.

## Carrera esportiva
Va començar a destacar al beisbol des de l'escola secundària, i en 1947, amb 16 anys va jugar breument amb Chattanooga Choo-Choos a Tennessee durant l'estiu, i a la tardor, amb els Birmingham Black Barons de la Black American League. Quan va acabar els seus estudis va fitxar pels New York Giants en 1950, que el van destinar al seu filial de Trenton, Nova Jersey, i en 1951 va pujar a les grans lligues amb els Minneapolis Millers i els New York Giants, amb els què es va convertir en Rookie de l'Any. La major part de 1952, i tota la temporada de 1953 va fer el servei militar a Exèrcit dels Estats Units d'Amèrica durant la Guerra de Corea, tot i que no va anar a Corea ni entrar en combat.
La seva explosió com el millor jugador de la seva època va començar el 1954, quan va guanyar el campionat contra els Cleveland Indians i es va convertir en MVP.
Fins al principi de la següent temporada va jugar amb l'equip de Santurce a Puerto Rico, i de 1955 a 1958, Mays va dirigir l'All-Stars de Willie Mays, un equip format per estrelles com Irvin, Thompson, Hank Aaron, Frank Robinson, Junior Gilliam, Brooks Lawrence, Sam Jones i Joe Black que va viatjar pel sud dels Estats Units els dos primers anys, el 1957 a Mèxic, Puerto Rico i la República Dominicana, i Mèxic el 1958, però Mays ja no va dirigir cap equip el 1959, quan l'expansió de les lligues principals, l'augment dels partits televisats de les lligues principals i l'aparició del futbol americà professional havien fet baixar l'interès dels partits d'exhibició de temporada baixa.
El seu equip es va traslladar a San Francisco després de la temporada de 1957, i Mays va continuar sent un dels millors, aconseguint en 1961 ser el novè jugador a marcar quatre home run en un sol partit, i l'any següent, va empènyer els San Francisco Giants a la vora d'un triomf de la Sèrie Mundial abans d'una derrota estreta davant els New York Yankees, i va aconseguir el seu segon premi MVP després d'aconseguir els 52 millors home run de la seva carrera el 1965. El 18 de juliol de 1970, Willie Mays es va convertir en el desè jugador en la història de les grans lligues en arribar a 3000 hits. Cedit als New York Mets durant la temporada de 1972, va ajudar l'equip a avançar a la Sèrie Mundial el 1973 abans d'anunciar la seva retirada.

## Fites esportives
Situat entre els millors jugadors de tots els temps amb 660 home run durant la seva carrera, 3.283 hits i 2.062 anotacions, amb extraordinaris ratios contra molts dels millors pitchers de tots els temps, i Mays també va guanyar 12 guants d'or per l'excel·lència com a jugador exterior, i va ser elegit per al Joc de les Estrelles 24 vegades.

## Vida familiar

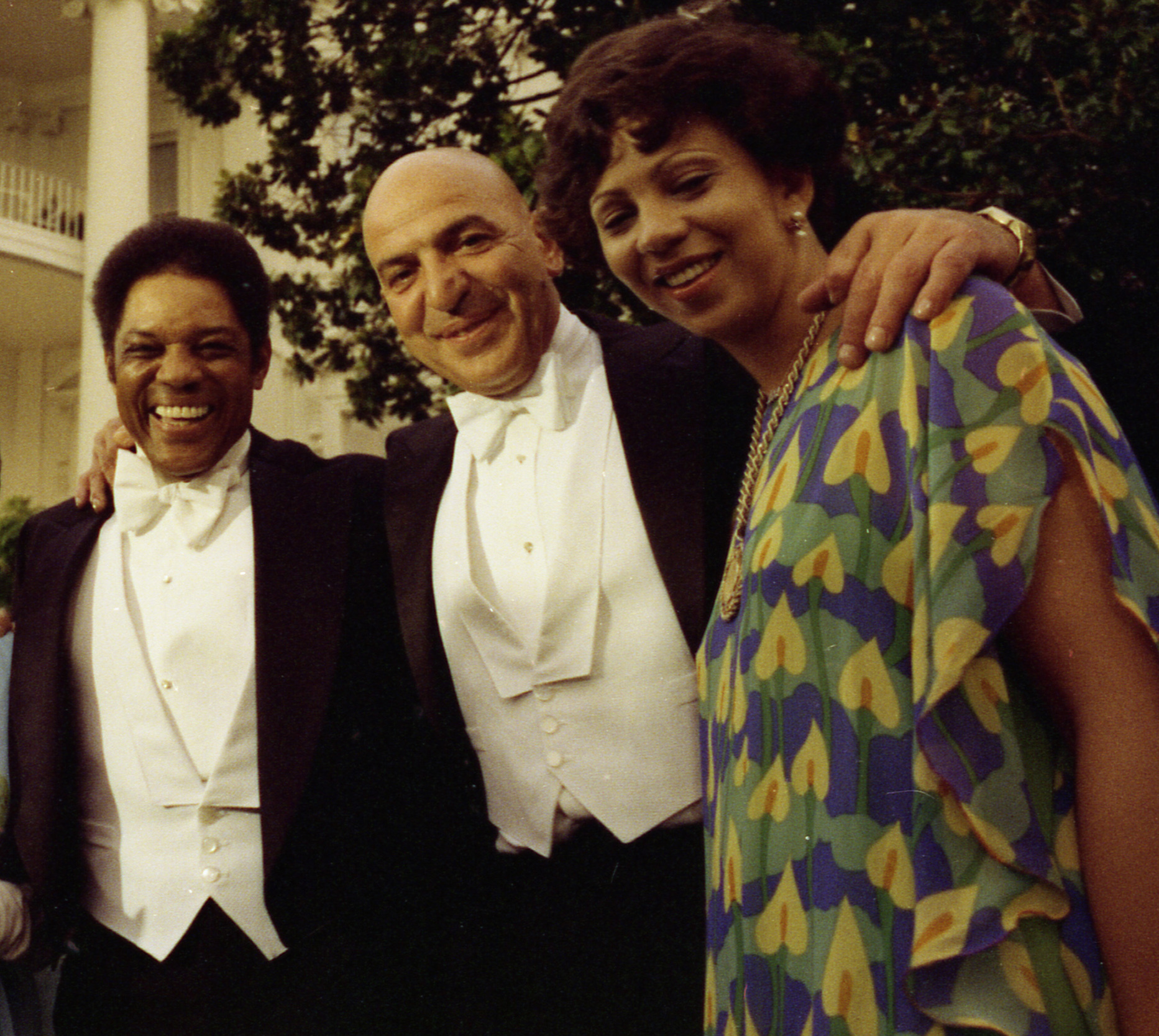
Mays amb la seva dona, Mae Louise, i l'actor Telly Savalas (al centre) el 1976

Mays va ser el tercer marit de Marghuerite Wendell Chapman (1926–2010) el 1956. La parella va adoptar un nadó de cinc dies anomenat Michael el 1959. Es van separar el 1962 i es van divorciar el 1963, i la Marghuerite es va quedar amb en Michael la major part del temps.
Vuit anys més tard, Mays es va casar amb Mae Louise Allen, una treballadora de benestar infantil a San Francisco. Wilt Chamberlain havia donat a Mays el seu número de telèfon el 1961, i van sortir junts de manera intermitent durant els anys següents. El 1997, li van diagnosticar la malaltia d'Alzheimer; Mays la va cuidar fins a la seva mort el 19 d'abril de 2013.
Mays va ser el padrí de Barry Bonds, el pare del qual, Bobby Bonds, era amic seu quan eren companys d'equip dels Giants. 
El glaucoma va obligar Mays a deixar de conduir cotxes i jugar a golf després del 2005. El 2018, el periodista esportiu cec Ed Lucas va escriure que Mays li havia dit fa uns anys que en realitat s'havia quedat cec. No obstant això, James S. Hirsch va escriure a The New York Times el 2021, amb motiu del seu 90è aniversari, que la seva visió simplement estava compromesa pel glaucoma i que encara podia veure partits per televisió, tot i que amb dificultat.
El 1957, quan els New York Giants es van traslladar a San Francisco, Mays va fer una oferta per una casa a l'exclusiu barri de Sherwood Forest. El venedor va rebutjar la seva oferta després que els veïns es queixessin que una família negra s'havia mudat a la zona.
El 1972, va formar la Fundació Say Hey per ajudar els nens desfavorits mitjançant l'educació i el suport comunitari. Mays es va quedar a l'organització dels New York Mets com a instructor de bateig fins al 1979, però després d'acceptar una feina de relacions públiques amb el casino de Bally a Atlantic City se li va prohibir els esdeveniments relacionats amb el beisbol. Reintegrat pel comissari Peter Ueberroth el 1985, Mays va ser nomenat assistent especial de l'organització dels San Francisco Giants l'any següent, una posició que es va convertir en una cita vitalícia el 1993.
Cap al final de la seva vida, Mays va residir a Atherton, Califòrnia, amb el seu assistent personal i una cuidadora.

## Mort
Mays va morir d'insuficiència cardíaca en una residència de Palo Alto, Califòrnia, el 18 de juny de 2024, als 93 anys. El dia abans, havia publicat la seva última declaració pública quan va dir que havia triat quedar-se a Califòrnia i no assistir al partit de la MLB a Rickwood Field entre els Giants i els Cardinals a finals d'aquella setmana, el 20 de juny. Mays va ser l'últim membre supervivent dels New York Giants, campions del món de 1954.
Diversos polítics i atletes professionals van retre homenatge a Mays, com ara el president Joe Biden i l'expresident Barack Obama, així com l'alcaldessa de San Francisco, London Breed, i el governador de Califòrnia, Gavin Newsom. Els aficionats també van deixar homenatges i van presentar els seus respectes a l'estàtua de Mays fora de l'Oracle Park.
El 20 de juny de 2024, durant el partit a Rickwood Field, els San Francisco Giants van lluir un pegat amb el 24 en honor de Mays i la seva placa del Saló de la Fama va ser portada al lloc on Mays va començar la seva carrera. Michael Mays, el seu fill, va parlar abans del partit i es va reproduir un vídeo d'homenatge a la pissarra abans del primer llançament de Bill Greason, l'excompany d'equip de Mays a les lligues negres.
Una cerimònia pública commemorativa, dirigida pel locutor dels Giants Jon Miller, es va celebrar el 8 de juliol a l'Oracle Park. Diversos antics companys d'equip de Mays van assistir a la cerimònia, i entre els oradors hi havia el comissionat de beisbol Rob Manfred, els expresidents Bill Clinton i Barack Obama, i l'exalcalde de San Francisco Willie Brown. A més dels homenatges, Mays va rebre els darrers honors militars pel seu servei durant la Guerra de Corea, amb dos militars tocant  Taps abans de lliurar al seu fill, Michael, una bandera americana.

## Honors
Els San Francisco Giants van retirar el seu dorsal (24) al final de la temporada 1972. Va ser inclòs fàcilment al Saló de la Fama del Beisbol el 1979. L'any 2000, els Giants van dedicar-li una estàtua a l'exterior del seu nou estadi, al número 24 de Willie Mays Plaza. Va rebre una sèrie de premis els anys posteriors, inclosos títols honorífics de la Universitat Yale i el Dartmouth College, i va ser inclòs al Saló de la Fama de l'Esport de Califòrnia el 2007.
El 2015, va ser honrat amb la Medalla Presidencial de la Llibertat, lliurada per Barack Obama.
El setembre de 2017, la Major League Baseball va rebatejar el premi MVP de les Sèries Mundials de beisbol com el Premi Willie Mays MVP de la Sèrie Mundial.